# Wade King
Wade King es un deportista estadounidense que compitió en natación. Ganó dos medallas en el Campeonato Pan-Pacífico de Natación de 1989, oro en la prueba de 4 × 100 m estilos y plata en 100 m mariposa.

## Palmarés internacional
| Campeonato Pan-Pacífico | Campeonato Pan-Pacífico | Campeonato Pan-Pacífico | Campeonato Pan-Pacífico |
| Año                     | Lugar                   | Medalla                 | Prueba                  |
| ----------------------- | ----------------------- | ----------------------- | ----------------------- |
| 1989                    | Tokio (Japón)           | Medalla de oro          | 4 × 100 m estilos       |
| 1989                    | Tokio (Japón)           | Medalla de plata        | 100 m mariposa          |